# Band on the Run (album)
Band on the Run is een album van de Britse rockgroep Paul McCartney & Wings. Band on the Run wordt beschouwd als het beste album dat Paul McCartney heeft gemaakt na zijn Beatles-periode. Het wordt tevens vaak genoemd als het beste album dat door een van de Beatles is gemaakt. Zo beschreef Jon Landau het album in Rolling Stone (nummer #153) als "the finest record yet released by any of the four musicians who were once called The Beatles". "Band on the Run" is ook een van de albums met een vermelding in het boek 1001 Albums You Must Hear Before You Die: "Fittingly so, as Band on the Run also proved a critical and commercial hit, and one that stands as the singer/songwriter/bassist's finest post-Beatle hour", aldus Jim Harrington.
Het album werd opgenomen in de hoofdstad van Nigeria, Lagos. De voorbereidingen van Band on the Run werden door pech getroffen. Slechts enkele weken voor vertrek naar Lagos besloot gitarist Henry McCullough om Wings te verlaten. Eén dag voor vertrek volgde drummer Denny Seiwell zijn voorbeeld. Hierdoor bestond Wings bij het opnemen Band on the Run uit een trio en moesten Paul McCartney en Denny Laine vrijwel alle instrumenten bespelen. In Lagos werden Paul en Linda McCartney overvallen en beroofd. Ook de relatie met lokale artiesten was eerst gespannen omdat ze dachten dat Paul McCartney Afrikaanse muziek zou gaan gebruiken. Later bleek echter dat dit niet het geval was.
Band on the Run werd uitgebracht in december 1973 en kreeg zeer goede kritieken. De singles van Band on the Run waren Jet met Mamunia als B-kant en het titelnummer Band on the Run met Nineteen Hundred and Eighty-Five als B-kant. Beide nummers werden een hit. Band on the Run werd in Engeland het best verkochte album van 1974. Het tijdschrift Q zette Band on the Run op #75 in de lijst van de 100 Greatest British Albums Ever en op Rolling Stone's list of the 500 greatest albums of all time staat Band on the Run op #418.
Op 1 november 2010 verscheen het album opnieuw. Het was opnieuw geremasterd in de Abbey Road Studios door hetzelfde team dat ook in 2009 de catalogus van The Beatles opnieuw heeft uitgebracht. Die nieuwe uitgave van Band on the Run is het eerste deel van de Paul McCartney Archive Collection. Paul McCartney heeft hiervoor een contract getekend bij het nieuwe platenlabel Hear Music.

## Muziek
Het thema van Band on the Run is de zoektocht naar vrijheid. Het gaat over de vlucht voor de beperkingen die Paul McCartney kende als lid van The Beatles en de vlucht voor zijn verleden als lid van de Beatles. Daarnaast zou een deel van het thema afkomstig zijn van het feit dat hij gedurende een deel van de jaren zeventig niet naar de Verenigde Staten kon reizen vanwege 'drug busts', waardoor hij het gevoel kreeg een outlaw te zijn.
Het titelnummer "Band on the Run" is daarvan het duidelijkste voorbeeld. Het is een typisch Paul McCartney-nummer in de zin dat de muziek complex is maar toch toegankelijk klinkt. "Band on the Run" is een suite dat bestaat uit drie delen. Het nummer begint sober met een slidegitaar en synthesizers, waarbij Paul McCartney zingt over zijn lot als gevangene. Na 1:20 min gaat dit over naar een sneller stuk waarin de zinsnede If we ever get out of here centraal staat. Later geeft Paul McCartney aan dat die zinsnede afkomstig is van een opmerking van George Harrison tijdens de een vergadering van de Beatles met Apple Records. Het derde en laatste deel begint na 2:05 min. De muziek explodeert en wordt overgenomen door akoestische gitaren, die de ontsnapping en bevrijding moeten voorstellen.
Het volgende nummer is "Jet" en zet de sterke lijn van het titelnummer door. "Jet" is een rocknummer, die net als het titelnummer op single verscheen. Het bevat bizarre teksten, maar zou gaan over een van de honden van Paul McCartney, net als "Martha My Dear" van de White Album van The Beatles.
"Bluebird" is een rustpunt op het album. Het is een simpel akoestisch nummer met een saxofoonsolo. Ook in dit nummer keert het thema vrijheid weer terug wanneer Paul McCartney zingt: Fly away through the midnight air/As we head across the sea/And at last we will be free/You're a bluebird ...
Met "Mrs Vandebilt" gaat het tempo weer omhoog. Het nummer is vooral herkenbaar aan het 'Ho Hey Ho' refrein. Het nummer gaat over de behoefte aan een veilig toevluchtsoord voor een vluchteling. De schijnbaar onschuldige vragen What's the use of worrying?/What's the use of hurrying?/What's the use of anything? vormen een al dan niet bewuste verwijzing naar het werk van George Harrison en John Lennon die in de jaren zeventig zware en serieuze teksten schreven.
"Let Me Roll It" is een hulde aan de stijl van John Lennon. Zowel de wijze waarop Paul McCartney zingt als het gebruik van de leadgitaar is een directe verwijzing naar het werk van John Lennon. Uit de tekst blijkt dat het inderdaad een hulde is en geen ironie. Dat John Lennon dat ook zo zag blijkt uit het feit dat hij de lick van "Let Me Roll It" gebruikt in zijn liedje "Beef Jerkey" dat enkele maanden later uitkwam. De verhouding tussen Paul McCartney en John Lennon verbeterde in die periode sterk.
Het eerste nummer van kant twee van de elpee is "Mamunia". "Mamunia" is een rustig, hoofdzakelijk akoestisch nummer dat gaat over de natuur en water als bron van leven. Het woord "Mamunia" is arabisch voor toevluchtsoord. Tijdens een vakantie in Marrakesh verbleef Paul McCartney enige tijd in een hotel met deze naam.
"No Words" werd geschreven door Denny Laine en werd afgemaakt door Paul McCartney, al vertoont het wel enige gelijkenis met het Beatlesnummer "If I Needed Someone", geschreven door George Harrison.
"Helen Wheels" is een rocknummer die alleen staat op de Amerikaanse persing van Band on the Run. "Helen Wheels" is een hommage aan de Land Rover van Paul McCartney, die ze 'Hell on Wheels' hadden genoemd. Het nummer refereert bovendien opnieuw aan het thema van Band on the Run: vrijheid en vluchten. Het nummer sluit aan bij eerdere nummers die gingen over lange autoritten die Paul McCartney en zijn vrouw Linda McCartney maakten in de nadagen van de The Beatles. Hierbij probeerden ze bewust te verdwalen om weg te komen van alle stress. Dit onderwerp kwam eerder al aan de orde in "Two of Us" van Let It Be, "You Never Give Me My Money" van Abbey Road en "The Back Seat of My Car" van Ram.
"Picasso’s Last Words" ontstond toen acteur Dustin Hoffman met de suggestie bij Paul McCartney kwam om een nummer te schrijven over de dood van Pablo Picasso. Het is een ballade met wisselende arrangementen en intermezzo’s met verschillende instrumenten zoals een klarinet, violen en een drummachine. De centrale zinsnede Drink to me, drink to my health, you know I can't drink any more keert steeds terug in wisselende tempo’s en stijlen. Daarnaast bevat het nummer korte stukken van "Jet" en "Mrs Vandebilt". "Picasso’s Last Words" wordt zowel door critici als door fans beschouwd als een van de hoogtepunten van het werk van Paul McCartney.
Het laatste nummer is de piano rocker "Nineteen Hundred and Eighty-Five". Dit nummer wordt langzaam opgebouwd tot een grote finale. Het einde van "Nineteen Hundred and Eighty-Five" gaat over in een korte reprise van het titelnummer "Band on the Run".

## Hoes
De hoes van het album is opvallend. Op de hoes staan Paul McCartney, Linda McCartney en Denny Laine plus zes andere Engelse bekendheden op de vlucht, gevangen in een zoeklicht. De 6 Engelse bekendheden zijn: Michael Parkinson (journalist), Kenny Lynch (zanger en acteur), James Coburn (Hollywood acteur), Clement Freud (toenmalig parlementslid en kleinkind van Sigmund), Christopher Lee (acteur) en John Conteh (bokser). De foto is genomen op 28 oktober 1973 in Osterley Park in Brentford. Later werd gerefereerd aan de hoes, bijvoorbeeld in de video voor "Spies Like Us", met Chevy Chase en Dan Aykroyd, en in de poster voor de tekenfilm 'Madagascar', waarbij de belangrijkste karakters voor een muur staan in dezelfde pose als de foto van "Band on the Run".
Op de achterkant van de hoes staat een verzameling voorwerpen afgebeeld, die te maken heeft met de reis naar Nigeria. Zo is een schema te zien van de reis van Londen naar Lagos en terug, waarop staat dat het drietal 'economy class' vloog en na een verblijf van drie weken op 26 september weer naar Gatwick Airport te Londen vloog.
Verder zijn op de hoes een overzicht van de nummers en een dankwoord te lezen. Het dankwoord is als volgt: "And Paul would like to thank Linda and Linda would love to thank Paul and thanx Denny".
De binnenhoes van "Band on the Run" laat een zwart-witfoto zien van de band met de inheemse bevolking. Op de andere kant staan de teksten van de liedjes.

## Bezetting
- Paul McCartney – gitaar, basgitaar, drums, piano, keyboards, percussie, zang
- Linda McCartney – orgel, keyboards, percussie, zang
- Denny Laine – gitaar, basgitaar, zang
- Howie Casey – saxofoon

## Tracklist
Alle nummers zijn geschreven door Paul en Linda McCartney, tenzij anders aangegeven.

| Nr. | Titel                                   | Duur |
| --- | --------------------------------------- | ---- |
| 1.  | Band on the Run                         | 5:09 |
| 2.  | Jet                                     | 4:08 |
| 3.  | Bluebird                                | 3:21 |
| 4.  | Mrs Vandebilt                           | 4:37 |
| 5.  | Let Me Roll It (Paul McCartney)         | 4:47 |
| 6.  | Mamunia                                 | 4:49 |
| 7.  | No Words (Denny Laine & Paul McCartney) | 2:33 |
| 8.  | Picasso's Last Words (Drink to Me)      | 5:50 |
| 9.  | Nineteen Hundred and Eighty-Five        | 5:26 |

| Nr. | Titel           | Duur |
| --- | --------------- | ---- |
| 10. | Helen Wheels    | 3:44 |
| 11. | Country Dreamer | 3:07 |

## Tracklist 2010 remaster
1.1 Bonus Audio CD 2010
1. "Helen Wheels" - 3:44
2. "Country Dreamer" - 3:08
3. "Bluebird" (from One Hand Clapping)
4. "Jet" (from One Hand Clapping)
5. "Let Me Roll It" (from One Hand Clapping)
6. "Band on the Run" (from One Hand Clapping)
7. "Nineteen Hundred and Eighty Five" (from One Hand Clapping)
8. "Country Dreamer" (from One Hand Clapping)
9. "Zoo Gang"

1.2 Bonus DVD
1. "Band on the Run" (music video)
2. "Mamunia" (music video)
3. Album promo
4. "Helen Wheels" (music video)
5. Wings in Lagos
6. Osterley Park
7. "One Hand Clapping" (film)